# Eidgenössische Kunstkommission
Die Eidgenössische Kunstkommission (EKK) (französisch Commission fédérale des beaux-arts, italienisch Commissione federale delle belle arti) berät den schweizerischen Bundesrat in kulturellen Angelegenheiten. Sie wird vom Bundesrat für die Dauer von acht Jahren gewählt und untersteht dem Eidgenössischen Departement des Innern.

## Geschichte und Aufgabe
Die Eidgenössische Kunstkommission wurde auf Basis eines Bundesbeschlusses vom 3. Juni 1887 zur «Förderung und Hebung der Schweizer Kunst» und der zugehörigen Vollziehungsverordnung vom 18. April 1888 ins Leben gerufen und am 13. Juli erstmals bestellt. Anfangs wurden die Mitglieder der Kommission vom Schweizerischen Kunstverein und der Gesellschaft Schweizerischer Maler und Bildhauer (GSMB) ernannt. Heute wird die EKK für eine Amtszeit von jeweils acht Jahren vom Bundesrat ernannt und besteht aus neun Mitgliedern. Kandidaten schlagen das Bundesamt für Kultur sowie die Mitglieder der Kommission vor. Die Eidgenössische Kunstkommission berät das Bundesamt in allen seinen Fördermassnahmen.
Unter anderem obliegt der Kunstkommission die Auswahl der Stipendiaten für den Eidgenössischen Preis für freie Kunst. Sie wacht über die Verwendung der Stipendien und berichtet dem Eidgenössischen Departement des Innern jährlich über deren sachgemäße Verwendung. Die Stipendiaten ihrerseits berichten der Kunstkommission schriftlich und mit einer Bilddokumentation über ihr seitheriges künstlerisches Schaffen.
Weiter schlägt die EKK Kandidaten für die offizielle Beschickung grosser Kunstausstellungen wie der Biennale von Venedig, der Biennale von São Paulo und von Kairo oder der Triennale New Delhi vor. Sie berät das Bundesamt bei Ankäufe in die Bundeskunstsammlung, bei der Belegung der Künstlerateliers im Ausland und bei der Unterstützung von Kunst- und Vermittlungsprojekten im Bereich der Neue Medien. Die Kunstkommission ernennt für den Bereich der Architektur für die Dauer von acht Jahren vier beratende Experten.

## Mitglieder der Kunstkommission
In der Vergangenheit wurde die Eidgenössische Kunstkommission wegen ihrer unausgewogenen geografischen Zusammensetzung und der Benachteiligung der Suisse romande, auch bei der Vergabe der Stipendien, kritisiert. Inzwischen gestaltet sich die Zusammensetzung ausgeglichen.

### Gewählte Mitglieder bis 31. Dezember 2027
- Raffael Dörig (Präsident)
- Victoria Easton
- Tobias Kaspar
- Roman Kurzmeyer
- Mai-Thu Perret
- Nicole Schweizer
- Una Szeemann

## Bekannte ehemalige Mitglieder (Auswahl)
Carl Roman Abt, John M. Armleder, Albert Anker, Mitglied in der Ersten Eidgenössischen Kunstkommission 1888, Edoardo Berta, Arnold Böcklin, Mitglied in der Ersten Eidgenössischen Kunstkommission 1888, Frank Buchser, Jacqueline Burckhardt (Präsidentin), Alberto Camenzind, Bice Curiger, Franz Fedier (Präsident), Max Huggler, Adèle Lilljeqvist, Franz Meyer, Ernst Morgenthaler (Präsident), Frédéric Raisin, Willy Rotzler, Hans Sandreuter, Charles Vuillermet, Wilhelm Wartmann.